# Domino
 Ovo je glavno značenje pojma Domino. Za druga značenja pogledajte Domino (razdvojba).
Domino pločice su male, pravokutne pločice podijeljene na 2 kvadrata u kojima su prazna polja ili polja od jedne do šest točkica. Također i društvena igra s takvim pločicama zove se domino.

## Kompleti pločica
Najčešći kompleti domina su sljedeći:
| Komplet (najveća pločica) | pločica | točkica |
| ------------------------- | ------- | ------- |
| Dvostruka šestica         | 28      | 168     |
| Dvostruka devetka         | 55      | 495     |
| Dvostruko 12              | 91      | 1092    |
| Dvostruko 15              | 136     | 2040    |
| Dvostruko 18              | 190     | 3420    |